# BackBox
BackBox Linux или BackBox — дистрибутив GNU/Linux, основанный на Ubuntu, для тестирования на проникновение и оценки безопасности, предоставляющий инструментарий для анализа сетей и информационных систем. Среда рабочего стола BackBox включает в себя полный набор инструментов, необходимых для проверок на уязвимости и тестирования безопасности.

## Состав
Основной целью BackBox является предоставление альтернативной, точно настраиваемой и хорошо работающей системы. BackBox использует лёгкий оконный менеджер Xfce.
Включает в себя некоторые из наиболее часто используемых инструментов Linux для обеспечения безопасности и анализа, нацеленные на достижение широкого спектра целей — от анализа веб-приложений до анализа сети, от стресс-тестов до сниффинга, включая оценку уязвимостей, а также компьютерный криминалистический анализ.
Часть возможностей этого дистрибутива исходит из репозитория Launchpad, где постоянно обновляются до последней стабильной версии наиболее известные и используемые этические хакерские инструменты. Интеграция и разработка новых инструментов в дистрибутиве следуют критериям Debian по определению свободного программного обеспечения.